# Список керівників держав 893 року
Список керівників держав 893 року — це перелік правителів країн світу 893 року.
Список керівників держав 892 року — 893 рік — Список керівників держав 894 року — Список керівників держав за роками

## Європа
- Абхазьке царство — Баграт I (887—894)
- Англія:
  - Королівство Східна Англія — суб-король під скандинавами Еохрік (890—902)
  - Вессекс — Альфред I Великий (871—899)
  - Гвікке — до 994 немає даних.
  - Конволл — Алонор ап Елуід (890—900)
  - Королівство Йорвік — Гутфріт I (883—895)
  - Мерсія — Етельред II — елдормен у 884—911 роках
  - Нортумбрія — елдормен Едвульф II (887—913)
- Королівство Астурія — Альфонсо III Великий (866—910)
- Перше Болгарське царство — Володимир Болгарський (889—893); Симеон Великий (893-927)
- Волзька Болгарія — Батир-Мумін (882—895)
- Вельс:
  - Брихейніог — Гріфід ап Елісед (бл. 890 — 900)
  - Королівство Гвент — Брохфел ап Меуріг (880—920)
  - Королівство Гвінед — Анарауд ап Родрі (878—916)
  - Дівед — Хіфаїд ап Бледріг (878—893); Ліварх ап Хіфаїд (893—904)
  - Морганнуг — Овейн I (886—930)
  - Королівство Повіс — Мерфін ап Родрі (878—900)
  - Сейсіллуг — Каделл ап Родрі (871/872-909)
- Венеційська республіка — дож П'єтро Трібуно (887—912)
- Візантійська імперія — Лев VI Мудрий (886—912)
  - Неаполітанське герцогство — Афанасій (877/878-898)
- Вірменія — Смбат I (890—913/914)
- конунґ данів — Гельґе (891—903)
- Ірландія — верховний король Фланн Сінна (879—916)
  - Айлех — Флайхбертах мак Мурхадо (887—896)
  - Айргіалла — до 900 невідомо
  - Дублін (королівство) — Сітрюк мак Імайр (888—893/896)
  - Коннахт — Тадг МакМугрон (888—900)
  - Ленстер — Кербалл мак Муйрекан (885—909)
  - Король Міде — Фланн Сінна (877—916)
  - Мунстер — Дуб I Лахтна мак Меле Ґуале (888—895)
  - Улад — Бекк мак Айремойн (886—893); Муйредах мак Еохокайн (893-895)
    - Конайлле Муйрхемне — Конглах мак Гайрбіха (891—913)
    - Ві Ехах Кобо — до 896 невідомо
- Кахетія — Падла I (881—893); Квіріке I (893-918)
- Італія:
- Король Італії — Ламберт II Сполетський (891—898)
  - Іврейська марка — Анскар (888—902)
  - Князівство Капуанське — Атенульф I (887—910)
  - Князівство Беневентське — до візантійців. (891-895)
  - Герцогство Гаета — Доцибіл I (866—906)
  - Салернське князівство — Гваймар I (880—901)
  - Сполетське герцогство — Гі III (883—894)
  - Герцогство Фріульське — Вальфред (891—896)
    - Лонгобардія (фема) — Георгій Патрикій (892—894)
- Кавказ:
  - Тао-Кларджеті — Адарнасе II (888—923)
- Коїмбрське графство — Ерменегільдо Гутьєррес (878—920)
- Критський емірат — Умар II (880—895)
- Королівство Наварра — Фортун I (882—905)
- Кордовський емірат — Абдаллах ібн Мухаммед (888—912)
- Німеччина:
  - Герцогство Баварія — Арнульф Каринтійський (887—899)
  - Архієпископ Зальцбургу — Дітмар I (874—907)
  - Герцогство Саксонія — Оттон (880—912)
- Король Норвегії — Гаральд I Прекрасноволосий (872—930)
- Графство Португалія — Лусідіо Вімаранеш (873—922)
- Велика Моравія — князь Святополк (871—894)
- Україна — Київський князь — Олег Віщий (882—912)
- Західне Франкське королівство — Ед I (888—898)
- Східне Франкське королівство — Арнульф Каринтійський (887—899)
  - Графство Арагон — Аснар II Галіндес (867—893); Галіндо II Аснарес (893-922)
  - Герцогство Аквітанія — Ебль Бастард (890—893); Ґійом I Благочестивий (893-918)
  - Архграф Верхньої Бургундії — Родфруа (870—895)
  - Герцогство Васконія — герцог Санш III Мітарра (864—893); Гарсія II (893-920)
  - Бретонське королівство — Ален I Великий (888—907)
  - Графство Керсі — Ед (872—898)
  - Графство Мен — Роже (886—893); Гозлен II (893—895)
  - Графство Тулуза — Ед (877—918/919)
  - Урхельське графство — Вільфред Волохатий (870—897)
  - Фландрія — Балдуїн II (879—918)
- Хозарський каганат —Нісі (890—900)
- Хорватія — Мунцімир (892—910)
- Чехія — князь Боривой I (870/872 — не пізніше 894)
- Швеція — Рінґ Ерікссон (855/882-910)
- Шотландія:
  - Король Шотландії — Дональд II (889—900)
  - Стратклайд — Дональд I (889—908)
- Святий Престол; Папська держава — папа римський Формоз (891—896)
- Вселенський патріарх — Стефан I (886—893); Антоній II Кавлея (893—901)
  - Тбіліський емірат — Джафар I (882—914)

## Азія
- Близький Схід:
  - Багдадський халіфат — Абдуллах аль-Мутадід (892—902)
    - Алавіди — Мохаммад ібн-Зейд (883—900)
    - Дербентський емірат — Мухаммед I (885—915)
    - Зіядіди — Ібрагім ібн Мухаммед (859—902)
    - Держава Ширваншахів — Мухаммад I (880—912)
    - Яфуриди — Ібрагім бін Мухаммад (892—898)
- Індія:
  - Західні Ганги — Рачамалла II (870—907)
  - Гуджара-Пратіхари — Махендрапала I (885—910)
  - Камарупа — Т'ягасімха (880—900)
  - самраат Кашмірської держави (Династія Утпала) — Шанкараварман (883—902)
  - Імперія Пала — Нараянпала (873—927)
  - Династія Паллавів — Апараджітхаварман (880—897)
  - Держава Пандья — Парантака Віранараяна (880—900)
  - Раджарата — раджа Сена II (866—901)
  - Раштракути — Крішна II (878—914)
  - Династія Тхакурі — Вікрамадева (? — ?)
  - Саканбарі — нріпа Чанданараджа (890—917)
  - Східні Чалук'ї — Чалук'я Бхіма I (892-921)
  - Чандела — володар Даджхауті Рахіла (885—905)
- 1-й магараджа держави Чеді й Дагали — Шанкарагана II (890—910)
  - Чола — Адітья I (871—907)
  - Династія Шахі (Кабулшахи, Індошахи) — Лаллія (850—895)
- Індонезія:
  - Матарам — Девендра (890—898)
  - Сунда Прабу Дармаракса (891—895)
  - Шривіджая — до 960 невідомо
- Середня Азія:
  - Киргизький каганат — імена правителів невідомі. Поступовий розпад до 924 р.
- Китай:
  - Династія Тан — Чжао-цзун (888—904)
    - Iдикут Кучі — до 940 правителі невідомі
- Тибет:
  - володар Західнотибетського царства Одсрун (842—893); Депал Хорцен (893-900)
- Наньчжао — Мен Луншунь (877—897)
- Корея:
  - Об'єднана Сілла — ісагим (король) Чинсон (887—897)
  - Пархе — тійо Кьон (871—895)
  - Хупекче — Кьонхвон (892—935)
- Паган — король Таннет (876—894)
- Персія:
  - Саффариди — Амр ібн аль-Лейс (879—901)
  - Саджиди — Мухаммед Афшин (890—901)
- Кхмерська імперія — Ясоварман I (889—900)
- Японія — Імператор Уда (887—897)

## Африка
- Аксумське царство — невідомий цар (857—897)
- Берегвати — Абу'л-Гуфайл Мухаммед (888—917)
- Некор (емірат) — Саїд II ібн Саліх (864—916)
- Ідрісиди — Ях'я III ібн Аль-Касем (883—904)
- Макурія — Георгіос I (854/856-920)
- Мідрариди — Яса ібн Мідрар (883—909)
- Рустаміди — Абу'л Якзан Мухаммед ібн Афлах (874—894)
- Тулуніди — Хумаравейх ібн-Ахмед (884—896)